# Somerset (Teksas)
Somerset je grad u američkoj saveznoj državi Teksas. Prema popisu stanovništva iz 2010. u njemu je živjelo 1.631 stanovnika.